# Jamil al-Assad
Jamil al-Assad (en arabe : جميل الأسد) né en 1933 et mort le 15 décembre 2004, était le frère cadet du défunt président syrien Hafez al-Assad et l'oncle de l'ancien dirigeant syrien Bachar al-Assad. Il a siégé à l'Assemblée du peuple, le parlement syrien, de 1971 jusqu'à sa mort. Il était également commandant d'une milice mineure.

## Activités
Alors que ses deux frères, Hafez et Rifaat al-Assad, imposaient la laïcité, Jamil était considéré comme profondément religieux. Au cours des années 1980, Jamil a activement soutenu la conversion au chiisme duodécimain jafarite dans les montagnes de Lattaquié, en particulier parmi les membres de la communauté alaouite. Il a envoyé des groupes d'Alaouites étudier le chiisme duodécimain en Iran. Ils ont rendu la croyance chiite commune parmi leurs compatriotes alaouites à leur retour en Syrie. Jamil a également construit des husayniyyas dans les montagnes, là où il n'y avait auparavant que des sanctuaires alaouites. Afin d'y rendre le chiisme plus acceptable, il a nommé un cheikh chiite à la tête de la mosquée alaouite al-Zahra dans la ville de Baniyas. Il a également autorisé des responsables iraniens à entrer en Syrie pour réaliser des conversions au chiisme.
Dans les années 1980, il a créé une fondation (al-Murtada) basée à Lattaquié , qui a aidé ses compatriotes musulmans alaouites à faire le pèlerinage du Hajj à La Mecque. La fondation aurait également tenté de convertir les bédouins musulmans sunnites à la foi alaouite, provoquant la colère du Parti Baas laïc au pouvoir en Syrie. Qu’elles soient vraies ou non, ces rumeurs ont provoqué des frictions avec la population majoritairement sunnite. Al-Murtada aurait également disposé d'une aile de milice, composée de alaouites, armée et équipée par la puissante division de sécurité intérieure de Rifaat al-Assad, les Compagnies de défense. Al-Murtada a été interdite par Hafez al-Assad en 1983.

## Décès
Jamil al-Assad est décédé le 15 décembre 2004, à l'âge de 70 ans, dans un hôpital français où il était soigné depuis environ un mois.